# Marcin Szymański (piłkarz)
Marcin Szymański (ur. 1 lipca 1972 we Wrocławiu) – polski piłkarz, występujący na pozycji obrońcy.

## Kariera
Szymański jest wychowankiem Śląska Wrocław. W seniorskiej drużynie, wówczas pierwszoligowej, zadebiutował w sezonie 1992/1993. Po raz pierwszy w lidze wystąpił 8 sierpnia 1992 roku w przegranym 1:3 meczu z Lechem Poznań. Ogółem w Śląsku rozegrał blisko 200 spotkań, w tym 77 w I lidze.
W 2000 roku przeszedł do Górnika Polkowice, z którym w sezonie 2002/2003 awansował do I ligi. W 2004 roku wyjechał do Irlandii w poszukiwaniu pracy, jednocześnie stając się zawodnikiem amatorskiego klubu Salthill Devon F.C. W 2005 roku występował w drugoligowym Galway United. Po zakończeniu sezonu 2005 zakończył karierę.

## Statystyki ligowe
| Sezon     | Klub                | Liga           | Mecze | Gole |
| --------- | ------------------- | -------------- | ----- | ---- |
| 1992/1993 | Śląsk Wrocław       | I liga         | 20    | 0    |
| 1993/1994 | Śląsk Wrocław       | II liga        | 28    | 2    |
| 1994/1995 | Śląsk Wrocław       | II liga        | 32    | 0    |
| 1995/1996 | Śląsk Wrocław       | I liga         | 33    | 0    |
| 1996/1997 | Śląsk Wrocław       | I liga         | 24    | 0    |
| 1997/1998 | Śląsk Wrocław       | II liga        | 25    | 0    |
| 1998/1999 | Śląsk Wrocław       | II liga        | 18    | 0    |
| 1999/2000 | Śląsk Wrocław       | II liga        | 8     | 0    |
| 2000/2001 | Górnik Polkowice    | II liga        | 32    | 1    |
| 2001/2002 | Górnik Polkowice    | II liga        | 16    | 0    |
| 2002/2003 | Górnik Polkowice    | II liga        | 4     | 0    |
| 2003/2004 | Górnik Polkowice    | I liga         | 10    | 0    |
| 2004 (w)  | Salthill Devon F.C. | U21 Division   | ?     | ?    |
| 2005      | Galway United F.C.  | First Division | 9     | 0    |